# Flugplatz Vajnory

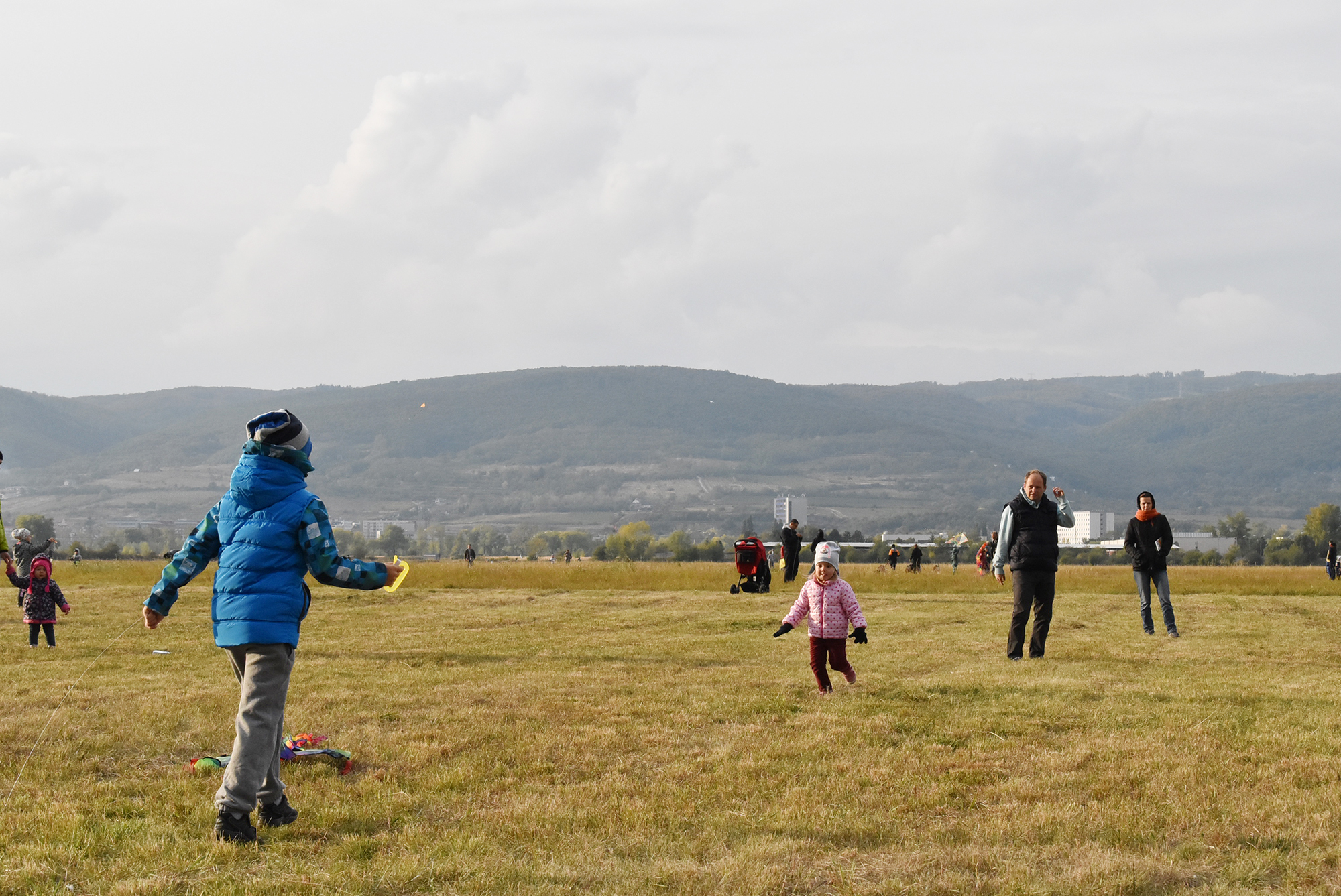
Ehemaliger Flugplatz während Vajnorská šarkaniáda 2016

Der Flugplatz Vajnory (ICAO-Code: LZVB; slowakisch Letisko Vajnory) war ein  Flugplatz im Bratislavaer Stadtteil Vajnory. Er wurde 2007 geschlossen.

## Geschichte
Der zivile Flugverkehr in Bratislava fing am 29. Oktober 1923 an, als das erste Flugzeug der ČSA aus Prag auf dem Flugplatz landete. Fluglinien ins Ausland kamen 1928 hinzu. Ein neues Zeitalter fing 1951 an, als der neue, nicht weit entfernte Flughafen Bratislava (nahe Ivanka pri Dunaji) eröffnet wurde. In der Zeit des Sozialismus wurde der Flugplatz sowohl von der paramilitärischen Organisation Zväzarm (tschechisch Svazarm), als auch vom Staatsbetrieb Slov-Air benutzt. Von 1990 bis 2004 war der Betreiber der Aeroklub Bratislava, dann erwarb der Betreiber des Flughafens Bratislava den Flugplatz und hat diesen kurz danach verkauft. Der Flugplatz wurde endgültig am 7. Februar 2007 geschlossen;  ein Bauträger plant hier eine neue Wohnzone im Wert von 863 Millionen Euro.
Der slowakische Politiker Milan Rastislav Štefánik starb am 4. Mai 1919 beim Anflug auf das damals noch nicht offizielle Flugfeld, als seine Caproni Ca.33 bei der Gemeinde Ivanka pri Dunaji abstürzte.

## Daten
- Lage: 8 km nordöstlich des Stadtzentrums von Bratislava
- Seehöhe: 132 m
- Fläche: 91 ha
- Start- und Landebahnen:
  - 04/22: 950 × 80 m Gras (unterteilt in 04L/22R, 950 × 50 m und 04R/22L, 950 × 30 m)
  - 13/31: 650 × 80 m Gras (unterteilt in 13L/31R, 650 × 50 m und 13R/31L, 650 × 30 m)